# Scotinoecus
Scotinoecus es un género de arañas migalomorfas de la familia Hexathelidae. Se encuentra en Chile y Argentina.

## Lista de especies
Según The World Spider Catalog 11.5:
- Scotinoecus cinereopilosus (Simon, 1889)
- Scotinoecus fasciatus Tullgren, 1901